# Декабрь 2016 года

Список событий декабря 2016 года.

## События
- 1 декабря
  - Грузовой космический корабль Прогресс МС-04 был запущен с космодрома Байконур с помощью ракеты-носителя Союз-У, однако из-за аварии его не удалось вывести на орбиту. На 382 секунде после старта пропала телеметрия. При падении корабль разрушился при вхождении в плотные слои атмосферы, а множество его обломков сгорело[1].
  - Адама Бэрроу избран президентом Гамбии, победив на выборах лидера этой страны Яйю Джамме, правившего с 1994 года[2].
- 2 декабря
  - Первенство мира по шахматам среди школьников (Сочи, Россия)[3].
  - В Петербурге открыта центральная часть Западного скоростного диаметра, Васильевский остров перестал быть отрезанным от материка на момент разведения мостов[4].
- 3 декабря
  - Правительство Малайзии обвинило власти Мьянмы в осуществлении этнических чисток против народа рохинджа[5].
  - МИД Китая сделал жёсткое представление США в качестве реакции на телефонный разговор избранного американского президента Дональда Трампа с главой администрации Тайваня Цай Инвэнь[6].
  - В результате взрыва на шахте в городе Чифэн в Северном Китае погибли 17 человек[7].
- 4 декабря
  - III тур президентских выборов в Австрии[8]. Победу одержал кандидат от Партии зелёных Александр ван дер Беллен[9].
- 5 декабря
  - Премьер-министр Италии Маттео Ренци объявил об отставке с поста премьер-министра Италии[10].
  - Премьер-министр Новой Зеландии Джон Ки объявил о своей отставке[11].
- 6 декабря
  - В небе над Хакасией взорвался метеорит диаметром 10—15 метров[12].
- 7 декабря
  - Журнал Time назвал Трампа человеком года[13].
  - Иран сменил название национальной валюты с иранского риала на персидский туман[14].
  - Объявлено о продаже 19,5 % акций компаний Роснефть швейцарской компании Glencore International и суверенному фонду Катара Qatar Investment Authority[15]. Компания Glencore International опровергла факт крупных вложений в бумаги российской компании. Источником финансирования приватизации «Роснефти» назван итальянский банк Intesa[16].
  - В Пакистане потерпел катастрофу самолёт ATR 42, летевший в Исламабад[17].
- 8 декабря
  - В возрасте 95 лет умер Джон Гленн — первый американский астронавт, третий человек, побывавший в космосе (после Гагарина и Титова)[18].
- 9 декабря
  - Парламент Южной Кореи принял решение об импичменте президента страны Пак Кын Хе из-за коррупционного скандала с участием её подруги[19].
  - Парламент Японии ратифицировал соглашение о ТТП[20].
  - В Стокгольме (Швеция) состоялось вручение Нобелевских премий[21].
- 10 декабря
  - В центре Стамбула произошло два взрыва, в результате которых погибли 44 человека[22].
- 11 декабря
  - Конституционный референдум в Киргизии[23].
  - В результате взрыва в Могадишо погибли 29 человек, 48 человек пострадало[24].
  - Боевики Исламского государства захватили город Пальмиру[25].
- 12 декабря
  - Новым премьер-министром Новой Зеландии стал Билл Инглиш[26].
  - Министр иностранных дел Кубы Бруно Родригес Парилья[англ.], глава дипломатии ЕС Федерика Могерини и представители 28 стран союза подписали соглашение о нормализации отношений между Кубой и ЕС[27].
  - На юг Индии обрушился тропический циклон «Вардах»[28].
- 13 декабря
  - Оппозиционер Алексей Навальный заявил о своем намерении участвовать в президентских выборах в России в 2018 году[29].
- 14 декабря
  - Google объявила о выделении проекта по разработке самоуправляемых автомобилей в отдельную компанию под названием Waymo[30].
- 16 декабря
  - Оппозиция Польши заблокировала все выходы из здания парламента[31].
- 17 декабря
  - Начали появляться сообщения о массовых отравлениях от употребления алкогольных суррогатов в Иркутске, в общей сложности пострадал 121 человек, 75 из них скончались[32].
- 18 декабря
  - В индонезийской провинции Папуа разбился военно-транспортный самолет, погибли 13 человек[33].
  - Кабинет министров Украины поддержал предложение Национального банка и Совета финансовой стабильности о переходе крупнейшего банка страны в стопроцентную государственную собственность[34].
- 19 декабря
  - Коллегия выборщиков подтвердила на выборах президента США победу Дональда Трампа[35].
  - В Анкаре (Турция) застрелен чрезвычайный и полномочный посол Российской Федерации в Турции Андрей Карлов[36].
  - Террористический акт на рождественском базаре в Берлине. Грузовик въехал на заполненную людьми территорию рождественского базара на площади Брайтшайдплац[37].
  - В пустыне Сахара впервые за 37 лет выпал снег[38].
- 20 декабря
  - В Стамбуле (Турция) открыли автомобильный тоннель «Евразия» под Босфором[39].
  - ГП «Антонов» презентовал новый самолет Ан-132[40].
  - В результате взрыва фейерверков на пиротехническом рынке в мексиканском городе Тультепеке погиб 31 человек[41].
- 21 декабря
  - Командование американским контингентом на Окинаве официально заявило о готовности вернуть администрации Японии 4000 га земли между деревнями Кунигами и Хигаси[42].
- 22 декабря
  - Администрация президента Барака Обамы объявила о полной отмене действия программы NSEERS, регистрационной системы для иммигрантов-мусульман[43].
- 23 декабря
  - Всемирная организация здравоохранения объявила, что экспериментальная вакцина от лихорадки Эбола, проходившая испытания в африканской Гвинее, показала практически 100%-ю эффективность[44].
  - Принята резолюция СБ ООН с требованием к Израилю прекратить строительство поселений на оккупированной палестинской территории, из голосовавших воздержался лишь делегат США, однако ранее Соединённые Штаты налагали вето на подобные инициативы[45].
  - Батальон военной полиции Минобороны России совершил марш с авиабазы Хмеймим в город Алеппо для оказания помощи местным властям в обеспечении правопорядка[46].
  - Вступил в должность избранный президент Молдавии Игорь Додон[47].
  - В ходе протестов в Демократической Республике Конго, в результате которых погибло по меньшей мере 50 человек, было достигнуто соглашение, согласно которому действующий президент страны Жозеф Кабила покинет занимаемый пост до конца 2017 года[48].
- 25 декабря
  - После взлёта из аэропорта Сочи (Россия) потерпел катастрофу самолёт ТУ-154. Погибли 92 человека, включая 84 пассажиров и 8 членов экипажа. Среди погибших артисты Дважды Краснознаменного ансамбля песни и пляски Российской Армии имени А. В. Александрова и журналисты[49].
- 26 декабря
  - Китай восстановил официальные дипломатические отношения с Демократической Республикой Сан-Томе и Принсипи, которая разорвала связи с Тайванем[50].
  - На Филиппины обрушился тайфун «Нок-Тен»[англ.]: 7 погибших, 18 пропавших без вести[51].
- 27 декабря
  - Национальное собрание Кубы одобрило закон, запрещающий возводить памятники в честь Фиделя Кастро, а также присваивать его любым топонимическим объектам, что соответствует пожеланиям покойного лидера кубинской революции[52].
  - В рамках проекта Pan-STARRS выпущен крупнейший астрономический каталог объёмом в 2 петабайта, данные для которого собирались в течение 4 лет[53].
- 28 декабря
  - Антимонопольный комитет Южной Кореи оштрафовал американского производителя процессоров и чипсетов компанию Qualcomm на 853 млн долларов США[54].
- 29 декабря
  - Министерство культуры и национального наследия Польши заключило соглашение с Фондом князей Чарторыйских, в соответствии с которым, государство выкупает коллекцию со знаменитой картиной «Дама с горностаем» Леонардо да Винчи[55].
- 30 декабря
  - США ввели новые санкции против России после публикации отчёта по кибератаке на Национальный комитет Демократической партии и обвинения России во вмешательстве в избирательный процесс в 2016 году[56].
  - 31 декабря — В Копенгагене скончался глава Дома Романовых князь Димитрий Романович. Новым главой Дома Романовых стал правнук императора Александра III по женской линии, и праправнук императора Николая I по прямой мужской линии Андрей Андреевич Романов.